# Matsja

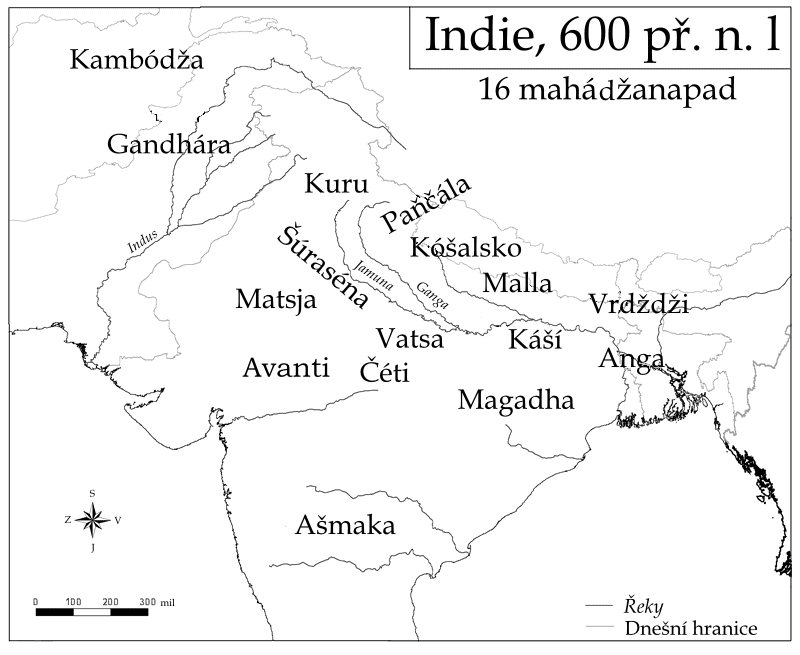
Mapa mahádžanapad, Matsja se nachází na severovýchodě dnešní Indie

Matsja je název starověkého kmene a státního útvaru, který se nacházel v oblasti indického státu Rádžasthán v období véd. Matsja ležela jižně od království Kuruů a západně od řeky Jamuny, která zároveň oddělovala Matjsu od Paňčály. V páli literatuře je Matsja obvykle spojována s královstvím Šúraséna.
V době kolem 6. století př. n. l. patřila Matsja mezi šestnáct mahádžanapad, čili malých, ale důležitých státních útvarů. Poměrně rozsáhlé zmínky o Matsje lze nalézt v Mahábháratě, ve které je spojována s královstvím Čédiů.